# الشتاء قادم
الشتاء قادم (بالإنجليزية: Winter Is Coming)‏ هي الحلقة الأولى من المسلسل الفانتازي صراع العروش من الموسم الأول، من تأليف ديفيد بينيوف ودانيال وايز لصالح قناة اتش بي او. وهي اقتباسٌ من الرواية الأولى لعبة العروش التابعة لسلسلة أغنية الجليد والنار من تأليف جورج ر. ر. مارتن. الحلقة من إخراج تيم فان باتن.
لكونِها الحلقة الأولى من المسلسل، فهي تبدأ بتقديم الشخصيّات الرئيسية في العمل. تُركّز الحلقة على إظهار عائلة ستارك وكيف أن الملك يقوم باختيار سيّد العائلة إدارد ستارك ليكون «يد الملك» الجديد بعد مقتل القديم. تلقت الحلقة مراجعات إيجابية عالية، وشاهدها أكثر من 2.2 مليون مُشاهد خلال العرض الأوّل. عنوان الحلقة الأولى هو شعار آل ستارك في عالم المسلسل والذي يتكرّر كثيراً مع تتابع الأحداث ويعني أن القادم أسوأ ويجب الاستعداد له.

## مُلخّص الأحداث
(روبرت براثيون) ملك الممالك السبعة في «ويستروس»، يسافر هو وعائلته للشمال للالتقاء بصديقه القديم (نيد ستارك) وليجعله وأسرته هم الولاة على منطقة الشمال وما خلف الجدار المُسماة بـ«وينترفيل» وليقدم له عرضاً لا يمكن رفضه؛ ثم يتفق معه على أن يكون (نيد) ساعد الملك -وهو أقرب المقربين من الملك ومستشاره الرئيسي وحارسه الشخصي- ويسافر معه إلى العاصمة «كينغ لاندينغ» ويصطحب معه ابنته (سانسا) لتتزوج من ابن الملك المدعو بـ (جوفري). في الجهة الأخرى من العالم وفي القارة الشرقية «إيسوس»، يعقد ابن الملك المخلوع (فايسرس تارغاريان) حلفاً مع قبيلة الـ (دوثروكي) الهمجية وذلك بالاتفاق مع قائدهم بالزواج من أخته الصغرى (دينريس تارغاريان) ليجمع بذلك جيش الـ (دوثروكي) تحت رايته وإعادة العرش الحديدي المسلوب منه بعد مقتل والده ظناً بأنه هو الملك الشرعي للبلاد. بالعودة إلى «وينترفيل»، ابن (نيد) المُسمى بـ (بران) يحب التسلق والاستكشاف، فيتسلق بُرجاً في القلعة ليُشاهد زوجة الملك المُسماة بـ (سيرسي) في علاقة حميمية مع أخيها الشقيق المدعو بـ (جايمي)، فينتبهان له فيقوم (جايمي) بدفعه ليسقط على الأرض.

## الإنتاج

### الفكرة والتطوير
قامت العديد من استيديوهاد هوليوود بالتواصُل مع جورج مارتن حول إمكانية تَبَنّي سلسلة كتبه أُغنية الجليد والنار وتحويلها إلى فيلم، ولكن عبّر مارتن وقال أنه من غير الممكن تحويل الكُتب إلى فيلم لأن الكثير سوف يُحذَف منها. ولكنه فكَّرَ أنه ممكن صُنع ملسلسلٍ تلفزيوني منهم. في يناير عام 2006 تحدث ديفيد بينيوف مع وكيل مارتن الأدبي حول الكُتُب التي يُمكن تَبَنّيها، وأرسَلَ وكيله الكُتُب الأربعة الأولى من السلسلة إليه. قَرَأَ بينيوف مئات من الصفحات من أول كتاب في السلسلة لعبة العُروش، إتصل بـ د.ب. وايس وقال: «رُبما أنا مجنون، لكن لم أستمتع بقراءة أي شيء كهذا منذ 20 سنة. لذا إلقِ نظرة لأنني أعتقد أنه يمكن أن يكون مسلسل رائع لـHBO». وايس لاحِقاً قَرَأَ الكتاب الأول في يومين كان مُتحمّساً جداً لفكرة مشروع تلفزيوني مبني على الكُتُب. فيما بعد، رَتَّبوا لاجتماع مع مارتن، الذي سَأَلَهم عن معرفتهم من هي أم جون سنو الحقيقية، وكان راضِياً بإجابَتِهم.
في مارس عام 2006، بعد عدة أسابيع من اجتماعهم بمارتن، قَدَّمَ بينيوف ووايس المُسلسل إلى شوتايم وكارولين ستراوس في HBO والتي قَبِلَت عرضهم. حَصَلَت HBO على حُقوق الرواية لتحويلها إلى مسلسل تلفزيوني، حيث يكون بينيوف ووايس الكُتَّاب والمُخرجين المُنفّذين للسلسلة. بدأت مرحلة تطوير المسلسل في يناير 2007. كان المسلسل سيبدأ بالكتاب الأول لُعبة العُروش بِنِيّة أن كُل كتاب في السلسلة سوف يُشَكّل أساس موسم من عدة حلقات. لكن كان على بينيوف ووايس تقديم العرض مُجدّداً بعد أن إستَقالَت كارولين ستراوس من منصب رئاسة شبكة HBO في عام 2008. المُسودّة الأولى والثانية من السيناريو، المكتوبة من قِبَل بينيوف ووايس، كانت قد قُدّمَت في أغسطس 2007 ويونيو 2008 على التوالي. على الرغم من أن HBO أعجبتها كِلا المُسودّتَين، لكن لم يتم طلب السيناريو الأوّلي حتى نوفمبر 2008.

### الكتابة

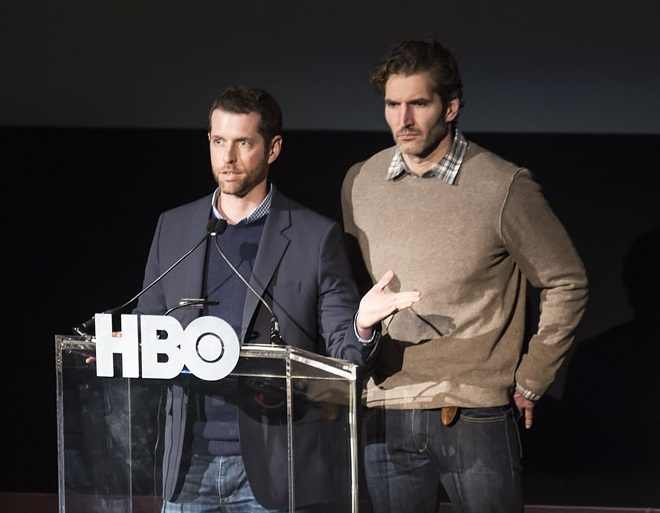
ديفيد بينيوف ود. ب. وايس الَذين قاما بكتابة الحَلقة.

تتضمّن الحلقة الأولى والتي كُتِبَت من قِبَل صُنَّاع المُسلسل ديفيد بينيوف ود.ب. وايس أحداث الفُصول 1-9 و12 من الكتاب الأول: الفصل التمهيدي، والفصول الأولى لكل من بران وكاتلين ودانيريس وإدارد وجون وآريا، والفصل الثاني لـ كاتلين وبران ودنيريس. التغييرات في المسلسل تشمَل تسلسُل الأحداث في الفصل التمهيدي مع اختلاف الشخصيّة حيث يكون اسمُها جارد وليسَ ويل الذي ينجو ويُقطَع رأسهُ من قِبَل إدارد لاحِقاً، والمحتوى الخاص بٱريا يحدث قبل وصول العائلة الحاكمة، ومَشَاهِد جديدة تُبَيّن وجهة نظر توأم اللانستر، وليلة عرس دنيريس تُظهِر دروغو غير مُنتظِر موافَقَتَها لمُمارسة الجنس معه.

### التصوير
أُختير توم مكارثي لإخراج الحلقة التجريبيّة، التي تم تصويرها بين 24 أكتوبر و19 نوفمبر 2009 في إيرلندا الشمالية، سكتلندا والمغرِب. لكن إعتُبِرَت الحلقة غير مُرضِيَة وأُعيدَ تصويرها.
تم تصوير الحلقة الافتتاحية الجديدة في عام 2010 مع المُخرج الجديد تيم فان باتين، والعديد من المُمثلين الذين ظهروا في الحلقة الأصلية لم يعودوا مُجدداً إلى المسلسل. تم استبدال تامزين ميرشانت التي أدّت شخصية دانيريس تارغاريان بالمُمثلة إيميليا كلارك، واستبدال جينيفر إيل كشخصية كاتلين ستارك بالمُمثلة ميشيل فيرلي. إضافة إلى ذلك إستُبدِل إيان مكنيس كشخصية مايستير إيليريو بالمُمثل روجرعلام، ريتشارد رايدينغز كشخصية جارد بديريموت كايني، وجيمي كامبيل بوير كشخصية وايمار رويس بروب أوستلير.
اختلاف آخَر هو أن الحلقة الأصلية أظهَرَت مشاهد تم تصويرها في سكتلندا ومشاهِد في بينتوس صُوّرَت في المغرب. ولكن في المسلسل الذي تم بَثُّه، صُوّرَت مشاهد وينترفيل في عدة مواقع في شمال إيرلندا، بينما مشاهِد بينتوس في مالطا. قلعة الدون في اسكتلندا استُخدِمَت في الأصل لتصوير مشاهد وينترفيل، وإستُخدِمَت قاعتها الكبيرة لبعض المشاهِد الداخِلية. بعض هذه المشاهِد بقيَت، لكن لم يكُن من العملي العودة إلى اسكتلندا من أجل إعادة التصوير، لذا تم صنع نسخة مُطابِقة للأصل من قاعة قلعة الدون في استيديو في بيلفاست من أجل المسلسل. قلعة وارد في شمال إيرلندا إستُخدِمَت لإعادة تصوير مشهد دُخول الملك روبرت إلى قلعة وينترفيل. صُوّر فناء قلعة وينترفيل في موقف للسيارات وسراديب عائلة ستارك في مخزن للنبيذ. إستُخدم منتزه توليمور فوريست لمشهد البداية لمُقابلة السائرين البيض.
كُل المشاهِد التي تم تصويرها في المغرب أُعيد تصويرها في مالطا. في الحلقة الأصلية أعادوا استخدام ذات مكان تصوير فيلم مملكة السماء في المغرب لتكون بينتوس ومكان عرس دروغو ودانيريس. في مالطا تم التصوير في قصر فيردالا، القصر الصيفي لرئيس مالطا والعائِد للقرن السادس عشر، أُعيد للمشاهِد الخارِجِية لقصر إيليريو. إستُخدِم مكان نافِذة أزور كالستارة الخلفية في العرس. لكن التصوير في نافِذة أزور سبَّبَ بعض الجَدَل عندما تم إلحاق الضرر بنظام بيئي مَحمِي من قِبَل مُقاوِل فرعي.
في مشهد مُمارسة الجنس تم تبديل لينا هيدي التي كانت حاملاً وقتها بجسد بديل؛ أخفى الإنتاج حملَها طوال الموسم. تم استعمال حيوان حقيقي بدلاً من هيكل في المشهد حيث يُقابِل أفراد عائلة الستارك الظبي الذي قُتِل بواسطة ذئب رهيب عند عودتهم من الإعدام. كان الظبي ميّتاً ليومين، لذا كانَت رائِحته كريهة جداً لدرجة أنه كان على المُمثّلِين المُحاوَلة جاهِدين أن لا يظهر تأثير هذا الشيء على وُجوهِهِم. بعض المشاهِد صُوّرَت لكن لم تُبَث أبداً، على سبيل المثال مشهد تذكيري بموت أخ إيدارد ستارك، وموت جون آرين.

### الحلقة التجريبية
الحَلقة الأصليّة التي أُنتِجَت في 2009 كانت رديئة، وشاهدها القليل من الناس من معارف بينيوف ووايس، أحد الذين شاهدوها كان المُخرج والكاتب كريغ مازن الذي قال لهُما: «لديكم مشكلة حقيقية» وقال أن عليهم «تغيير كل شيء». فكان مثلاً شكلُ كيت هارينغتون مؤدّي دور جون سنو يرتدي شعراً مستعاراً مع عدم وجود أي شعرٍ في وجهه، بينيوف ووايس يُهددون هارينغتون ممازحين بكونهم سيضعون الحَلقة على اليوتيوب عندما يقوم هارينغتون بإزعاجهم. وعلّق وايس على الحلقة قائلاً: «إن مشاهدتهم للحلقة التجريبية كان أمراً مهيناً ومؤلماً للغاية.» حيثُ أنّه كان هناك الكثير من الأخطاء والسقطات. فمثلاً حقيقةُ أن جايمي وسيرسي لانستر أخوة، لم تُذكر أبداً في تلك الحَلقة على الرغم من كونِها أحد النقاط الرئيسية في الحبكة.
لم تتخذ HBO أي قرارٍ حول الحلقة الجريبية بعد وصولها بأربع أشهر. ثُم في مارس 2010 أعطَت الشبكة الضوء الأخضر للشروع بالعمل على المسلسل بما في ذلك حلَقة تجريبيّة أخرى. وإنتاجٍ يبدأ في يونيو 2010. في الحلقة الجديدة، ميع المشاهد التي صُوّرِت في المغرب تم إلغائها وإعادة إنتاجها وتصويرها في مالطا. في المثجمل، تم إعادة منتجة الحلقة الأولى بالكامل في 2010 مع تغييرات في طاقم التمثيل والمُخرجين.

### البث
لم تُعرض الحلقة الاصلية الأولى من الموسم على الهواء، على الرغم من أن بعض المشاهد من الحلقة الأصلية قد استخدمت في الحلقة الأولى التي تم بثها. وهذا يشمل مشاهد سانسا مع كاتلين (تم ادراج  لقطات ميشيل فيرلي بدور كاتلين بدلاً عن أداء جينيفر ايهل)، تم عرض مشاهد عبور ويل من خلال الغابة على الرغم من أنها صورت من قبل ممثل آخر، معظم الولائم في وينترفيل، ومشهد نيد وروبرت في السرداب، هو أحد المشاهد القليلة التي تم تصويرها بعدسة فيلم 35 ملم ‏، وبالتالي يمكن أن تتم مشاهدة نقط بيضاء صغيرة في النسخة ذات الدقة العالية من الحلقة.

## الاستقبال الجماهيري

### العرض المُسبَق
في 3 أبريل 2011، وقبل بدء العرض الرسمي بأسبوعين، قامت HBO بعرض 15 دقيقة من الحلقة الأولى على موقعها على الإنترنت. ردود الفِعل كانت إيجابيّة، فمثلاً نشرَت مجلّة وايرد تقول: «أفضل بكثير مما توقّعنا!». وقال سكوت ستينسون من صحيفة ناشيونال بوست: «ستعلم أنك لا تُشاهد دراما شبكيّة عندما تُشاهد مشهدين لقطع الرأس خلال 15 دقيقة».

### التقييم
وصَلَ عدد مُشاهدي الحلقة الأولى من لُعبة العُروش 2.2 مليون مُشاهِد في البث الافتتاحي، و2 مليون مُشاهِد إضافي في بث الإعادة خلال نفس الليلة. في اليوم التي تَلى البث الافتتاحي، قامَت شبكة HBO بعرض الحلقة الأولى ست مرات إضافية، مُضيفة 1.2 مليون إلى عدد المُشاهدين. إعادة الحلقة خلال الأسبوع التالي رَفَعَ إجمالي المُشاهدات إلى 6.8 مليون.

### العرض العالمي
عُرض المسلسل خارج الولايات المُتّحدة لأول مرة على قناة HBO كندا تزامناً مع عرضه في الولايات المتحدة. العرض الأول في المملكة المتحدة وايرلندا كان على قناة سكاي أتلانتك في 8 أبريل 2011، وحصد 750000 مشاهدة مسجلاً بذلك رقم قياسي للقناة بنسبة المشاهدات. بدأ بثُّ المسلسل في أميركا اللاتينية في 8 مايو 2011. أشارت صحيفة دومنيون بوست النيوزلندية في مقالة عن قوانين حقوق النشر أنّه تم تحميل المسلسل الشهير من مواقع مشاركة الملفات بشكل كبير قبل نشره في الأسواق النيوزلاندية. طغى نشر كتاب رقصة مع التنانين على العرض الأول للمسلسل في استراليا في 17 يوليو؛ ومع هذا، لقيَ العرض الأول رواجاً بحسب صحيفة سيدني مورنينغ هيرالد وخاصة عند النساء بالرغم من أنهن لا يعتبرن هدفاً يُسوق له ملاحم مبارزة السيوف.
لم يُعرض المسلسل في الوطن العربي حتّى 2013، حيثُ عُرِضَ بدايةً على قناة MBC4. وبدءاً من الموسم الخامس، فقد بدأت شبكة OSN بعرضِه تزامناً مع عرضه في الولايات المتّحدة.

### آراء النُقّاد
أتى النقد إيجابياً للحلقة الأولى؛ ففي تبيان لعشر مراجعات عن الحلقة الأولى قام به موقع روتين تومايتوز وجدها كلها إيجابية مئة بالمئة بمتوسط تقييم 8.5 من 10. الإجماع النقدي بالموقع دلّ على أنّ حلقة «الشتاء قادم» هي مقدمة لرحلة رائعة وقاتمة تحترم النص الأصلي بتنفيذ متقن وفريق عمل مذهل. اعتبر الصحفي في مجلة التايم جيمس بونيووزك أن الحلقة «نصر ملحمي». واعتبرها جيس لاكوب الصحفي في الديلي بيست «لا تنسى» وكتبَ الآن سيبنوال من موقع هيت فيكس بالرغم أنه من المبكر الحديث عن إمكانية المسلسل لمجموعة تحف الـ HBO مع مسلسلات كـ The Sopranos و The Wire، ولكنه يمتلك الكثير من الأشياء المشتركة مع هذه الأعمال. أما مات فولر من موقع IGN فكتب: من أدار دفة العمل استطاع أخذنا بكل أمانة عبر الكتاب كما أنه نجح بتجسيد روح صفحات جورج ر.ر مارتن الساحرة بهيبتها وتحويلها لعمل يخطف الأنفاس.
كما أُثني بشكل كبير على القيم التشكيلية والأداء التمثيلي؛ فقال سكوت ميسلو من موقع ذا اتلانتك: إنّ طاقم العمل الهائل من الأقوى عالمياً، وأرض ويستروس الخيالية تبدو مذهلة وتشعرك أنك تعيش فيها. ووصف الآن سبينوال إسناد الأدوار واختيار الأماكن بـ «الإستثنائي جداً»، وقال إنّ هذا عمل «وليمة للأعين» بوجود كل تلك المواقع للتصوير التي تترك أثرها بالذاكرة. كما نُوّه للمشهد الافتتاحي الذي صور من أعلى مظهراً الكثير من ذلك العالم حيث تدور أحداث المسلسل.
أعلنت HBO في 19 أبريل وبعد أقل من يومين بدء العرض الأول عن تمديد المسلسل لموسم ثانٍ. كما أعرب المنتجون في المؤتمر عن رضاهم بالأرقام الأولية للمشاهدات التي قورنت بمسلسل True Blood.

## روابط خارجية
- الشتاء قادم على موقع IMDb (الإنجليزية)
- الشتاء قادم على موقع ميتاكريتيك (الإنجليزية)
- الشتاء قادم على موقع روتن توميتوز (الإنجليزية)
- الشتاء قادم على موقع أول موفي (الإنجليزية)